# 잠언집

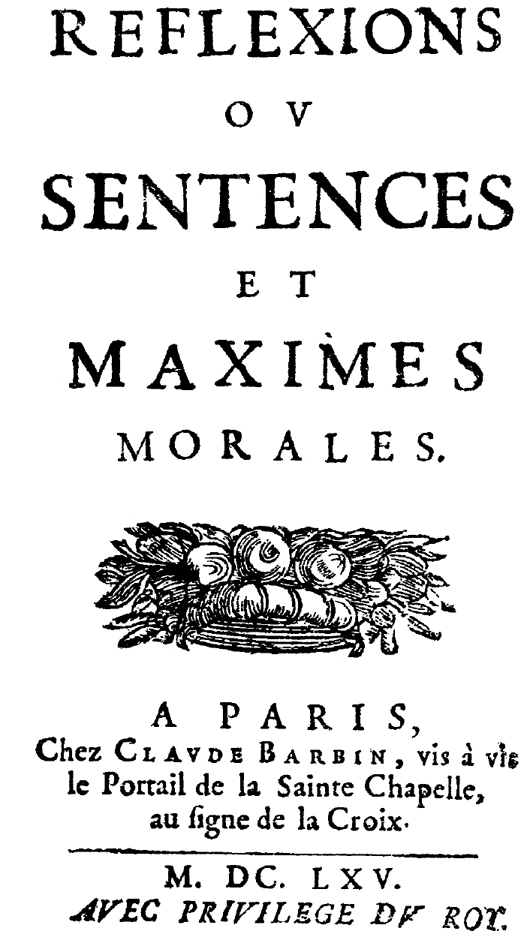
잠언집 표지

도덕에 대한 성찰과 잠언(프랑스어: Réflexions ou sentences et maximes morales) 또는 간단히 잠언집(프랑스어: Maximes)은 프랑스 모럴리스트 프랑수아 6세 드 라 로슈푸코 공작이 1665년 집필한 격언집이다. 1665년 초판 발행 이후 생전에 제5판 발행까지 자신이 직접 경험한 궁정 생활을 바탕으로 새로운 생각들을 추가하여 더욱 간결하고 명료하게 하는 개고·수정을 거듭하였다.

## 내용
라로슈푸코는 기본적으로 인간의 본성을 이기적인 것으로 본다. 따라서 이러한 인간에 대한 이기심과 자기애를 바탕으로, 간결 명확하고 예리한 통찰력으로 격언을 썼다. "우리가 미덕(美德)이라고 간주하는 것은 때때로 위장된 악덕에 지나지 않는다."라든가, 아니면 "우리의 술책은 교묘하게 처리하는 방법을 알고 있는 여러 행위나 모든 이해관계를 끌어모은 것에 불과하다. 따라서 남자가 용감하고 여자가 정숙한 것은 반드시 그 용감, 그 정숙 자체에 의한 것은 아니다."라는 격언에서 보듯이 라 로슈푸코는 '막심'을 중심으로 하여 인간의 여러 가지 행동 일체를 자기애와 이해에 의해서 신랄하게 묘사한다. 고민과 절망에 가득 찬 자기의 반생에 대한 심각한 반성에서 생긴 이 페시미즘은 미덕이 가장된 악덕에 불과하다는 것을 철저하게 폭로하였지만 그러나 인생 자체는 결코 부정하지 않는다. 그것은 외견만의 미덕을 파괴하고 당시의 사교계에서 이상적 인간 유형으로 생각되었던 오네트옴(良識人)에게 있어서 끊임없는 반성이야말로 필수조건이라는 점을 제시하고 있다. "순수하고 다른 정념이 섞이지 않는 사랑이 있다면 그것은 마음 속 깊이 숨겨져 우리들 자신이 알지 못하고 있는 사랑이다."에서 라 로슈푸코는 그것을 탐구하여 우리들에게 가르치고 있다.

## 참고
- Réflexions ou sentences et maximes morales et réflexions diverses, Éd. Laurence Plazenet, Paris, Champion, 2002 ISBN 978-2-7453-1238-9
- Susan Read Baker, Collaboration et originalité chez La Rochefoucauld, Gainesville, University Presses of Florida, 1980 ISBN 978-0-8130-0657-4
- Jean de Bazin de Bezons, Vocabulaire des “Maximes” de La Rochefoucauld, Paris, Fauteur, 1967
- Edmond Dreyfus-Brisac, La clef des Maximes de La Rochefoucauld, Paris, E. Dreyfus-Brisac, 1904
- Françoise Jaouën, De l’Art de plaire en petits morceaux : Pascal, La Rochefoucauld, La Bruyère, Saint-Denis, Presses universitaires de Vincennes, 1996 ISBN 978-2-910381-41-7
- Jean Lafond, La Rochefoucauld : augustinisme et littérature, Paris, Klincksieck, 1977
- Jean Lafond, La Rochefoucauld : l’homme et son image, Paris, H. Champion, 1998 ISBN 978-2-85203-926-1
- René Pommier, Études sur les Maximes de La Rochefoucauld, Saint-Pierre-du-Mont, Eurédit, 2000 ISBN 978-2-84564-017-7
- Piero Toffano, Claire Bustarret, Poétique de la maxime : la figure de l’antithèse chez La Rochefoucauld, Orléans, Paradigme, 1998 ISBN 978-2-86878-196-3
- Gustave Vapereau, Dictionnaire universel des littératures, Paris, Hachette, 1876, p. 1192-3